# Division 2 2023 (Svezia)
La Division 2 2023 è stata la 17ª edizione del quarto livello del campionato di calcio svedese nella sua attuale denominazione. La stagione è iniziata il 1º aprile e si è conclusa l'11 novembre 2023.

## Stagione

### Novità
- Promosse dalla Division 3 2022
  - Notvikens IK - Raggruppamento Norra Norrland
  - Frösö IF - Raggruppamento Mellersta Norrland
  - IK Franke - Raggruppamento Södra Norrland
  - FC Arlanda - Raggruppamento Norra Svealand
  - Viggbyholms IK - Raggruppamento Norra Svealand, via spareggi
  - Nacka FC (precedentemente noto come FC Nacka Iliria) - Raggruppamento Södra Svealand
  - FoC Farsta - Raggruppamento Södra Svealand, via spareggi
  - FBK Karlstad - Raggruppamento Västra Svealand
  - Nässjö FF - Raggruppamento Nordöstra Götaland
  - IFK Skövde - Raggruppamento Nordvästra Götaland
  - IK Zenith - Raggruppamento Mellersta Götaland
  - IK Tord - Raggruppamento Mellersta Götaland, via spareggi
  - VMA IK - Raggruppamento Sydöstra Götaland
  - Laholms FK - Raggruppamento Sydvästra Götaland
  - IFK Trelleborg - Raggruppamento Södra Götaland
  - IFK Simrishamn - Raggruppamento Södra Götaland, via spareggi

- Retrocesse dalla Ettan Norra 2022
  - IFK Haninge
  - BK Forward
  - Team TG
- Retrocesse dalla Ettan Södra 2022
  - Qviding FIF
  - Lindome GIF
  - IFK Malmö

## Formula
Le 84 squadre partecipanti sono divise in sei gironi da 14 squadre su base regionale. Le 14 squadre si affrontano in un girone di andata e ritorno, per un totale di 26 giornate. Le prime classificate dei sei gironi sono promosse in Ettan, mentre le sei seconde classificate si qualificano per la fase successiva, che consiste in due gironi di sola andata da tre squadre l'una, le vincenti dei due gironcini giocano uno spareggio promozione/retrocessione contro la terzultima e la quartultima classificata dei due gironi della Ettan. Le sei terzultime giocano uno spareggio promozione/retrocessione contro due tra squadre di Division 3 qualificatesi a loro volta dopo un'apposita fase. Le ultime due classificate di ciascun girone sono retrocesse direttamente in Division 3.

## Norrland

### Squadre partecipanti
| Club                 | Città        | Stadio                | Stagione precedente                       |
| -------------------- | ------------ | --------------------- | ----------------------------------------- |
| Bergnäsets AIK       | Luleå        | JIABvallen            | 12º posto in Division 2 Norrland          |
| Friska Viljor        | Örnsköldsvik | Skyttis IP            | 2º posto in Division 2 Norrland           |
| Frösö IF             | Östersund    | Länsförsäkringar AC   | 1º posto in Division 3 Mellersta Norrland |
| Gottne IF            | Gottne       | Haraldsängen          | 5º posto in Division 2 Norrland           |
| IFK Luleå            | Luleå        | Nyabvallen            | 3º posto in Division 2 Norrland           |
| IFK Östersund        | Östersund    | Jämtkraft Arena       | 6º posto in Division 2 Norrland           |
| Kiruna FF            | Kiruna       | Lombia IP             | 8º posto in Division 2 Norrland           |
| Notvikens IK         | Luleå        | Tunavallens IP        | 1º posto in Division 3 Norra Norrland     |
| Sandviks IK          | Holmsund     | Sandviks IP           | 11º posto in Division 2 Norrland          |
| Skellefteå FF        | Skellefteå   | Electrolux Home Arena | 4º posto in Division 2 Norrland           |
| Storfors AIK         | Piteå        | Hedens IP             | 7º posto in Division 2 Norrland           |
| Team TG              | Umeå         | Umeå Energi Arena     | 16º posto in Ettan Norra                  |
| Ytterhogdals IK      | Ytterhogdal  | Svedjevallen          | 10º posto in Division 2 Norrland          |
| Älgarna-Härnösand IF | Harnosand    | Ängevallen            | 9º posto in Division 2 Norrland           |

### Classifica
|  | Pos. | Squadra              | Pt | G  | V  | N | P  | GF | GS | DR  |
|  | ---- | -------------------- | -- | -- | -- | - | -- | -- | -- | --- |
|  | 1.   | Friska Viljor        | 66 | 26 | 21 | 3 | 2  | 64 | 17 | +47 |
|  | 2.   | Team TG              | 64 | 26 | 20 | 4 | 2  | 63 | 15 | +48 |
|  | 3.   | Skellefteå FF        | 56 | 26 | 17 | 5 | 4  | 62 | 22 | +40 |
|  | 4.   | Gottne IF            | 51 | 26 | 15 | 6 | 5  | 52 | 29 | +23 |
|  | 5.   | IFK Luleå            | 46 | 26 | 13 | 7 | 6  | 61 | 27 | +34 |
|  | 6.   | IFK Östersund        | 39 | 26 | 12 | 3 | 11 | 48 | 36 | +12 |
|  | 7.   | Bergnäsets AIK       | 33 | 26 | 9  | 6 | 11 | 34 | 42 | -8  |
|  | 8.   | Kiruna FF            | 32 | 26 | 9  | 5 | 12 | 37 | 59 | -22 |
|  | 9.   | Sandviks IK          | 24 | 26 | 5  | 9 | 12 | 36 | 50 | -14 |
|  | 10.  | Älgarna-Härnösand IF | 24 | 26 | 6  | 6 | 14 | 42 | 62 | -20 |
|  | 11.  | Frösö IF             | 24 | 26 | 5  | 9 | 12 | 28 | 48 | -20 |
|  | 12.  | Ytterhogdals IK      | 23 | 26 | 7  | 2 | 17 | 42 | 69 | -27 |
|  | 13.  | Storfors AIK         | 15 | 26 | 3  | 6 | 17 | 38 | 81 | -43 |
|  | 14.  | Notvikens IK         | 9  | 26 | 0  | 9 | 17 | 18 | 68 | -50 |

Legenda:
      Promossa in Ettan
 Ammessa agli spareggi
      Retrocesse in Division 3
Note:
Tre punti a vittoria, uno a pareggio, zero a sconfitta.

## Norra Svealand

### Squadre partecipanti
| Club             | Città      | Stadio                  | Stagione precedente                    |
| ---------------- | ---------- | ----------------------- | -------------------------------------- |
| Enskede IK       | Stoccolma  | Enskede IP              | 9º posto in Division 2 Södra Svealand  |
| FC Arlanda       | Märsta     | Midgårdsvallen Arena    | 1º posto in Division 3 Norra Svealand  |
| FC Gute          | Visby      | Gutavallen              | 11º posto in Division 2 Norra Svealand |
| FC Järfälla      | Järfälla   | Järfällavallen          | 6º posto in Division 2 Norra Svealand  |
| Hudiksvalls FF   | Hudiksvall | Glysis Sparbanken Arena | 3º posto in Division 2 Norra Svealand  |
| IFK Uppsala      | Uppsala    | Lötens IP               | 10º posto in Division 2 Norra Svealand |
| IK Franke        | Västerås   | Råby IP                 | 1º posto in Division 3 Södra Norrland  |
| Karlbergs BK     | Stoccolma  | Stadshagens IP          | 8º posto in Division 2 Södra Svealand  |
| Kungsängens IF   | Kungsängen | Kungsängens IP          | 9º posto in Division 2 Norra Svealand  |
| Kvarnsvedens IK  | Borlänge   | Stora Ensoplanen        | 8º posto in Division 2 Norra Svealand  |
| Sandvikens AIK   | Sandviken  | Jernvallen              | 7º posto in Division 2 Norra Svealand  |
| Skiljebo SK      | Västerås   | Hamre IP                | 5º posto in Division 2 Norra Svealand  |
| Viggbyholms IK   | Täby       | Hägernäs IP             | 2º posto in Division 3 Norra Svealand  |
| Österåker United | Åkersberga | Åkersberga IP           | 2º posto in Division 2 Norra Svealand  |

### Classifica
|  | Pos. | Squadra          | Pt | G  | V  | N | P  | GF | GS  | DR  |
|  | ---- | ---------------- | -- | -- | -- | - | -- | -- | --- | --- |
|  | 1.   | Karlbergs BK     | 59 | 26 | 18 | 5 | 3  | 60 | 25  | +35 |
|  | 2.   | Enskede IK       | 56 | 26 | 17 | 5 | 4  | 74 | 25  | +49 |
|  | 3.   | FC Järfälla      | 50 | 26 | 16 | 2 | 8  | 59 | 33  | +26 |
|  | 4.   | FC Arlanda       | 46 | 26 | 14 | 4 | 8  | 54 | 40  | +14 |
|  | 5.   | FC Gute          | 44 | 26 | 14 | 2 | 10 | 37 | 31  | +6  |
|  | 6.   | Viggbyholms IK   | 40 | 26 | 12 | 4 | 10 | 51 | 41  | +10 |
|  | 7.   | Hudiksvalls FF   | 38 | 26 | 11 | 5 | 10 | 53 | 43  | +10 |
|  | 8.   | Österåker United | 36 | 26 | 10 | 6 | 10 | 40 | 41  | -1  |
|  | 9.   | Sandvikens AIK   | 36 | 26 | 11 | 3 | 12 | 39 | 40  | -1  |
|  | 10.  | Kungsängens IF   | 36 | 26 | 11 | 3 | 12 | 41 | 49  | -8  |
|  | 11.  | Skiljebo SK      | 34 | 26 | 10 | 4 | 12 | 58 | 45  | +13 |
|  | 12.  | IK Franke        | 28 | 26 | 7  | 7 | 12 | 40 | 51  | -11 |
|  | 13.  | IFK Uppsala      | 10 | 26 | 2  | 4 | 20 | 26 | 82  | -56 |
|  | 14.  | Kvarnsvedens IK  | 5  | 26 | 1  | 2 | 23 | 15 | 101 | -86 |

Legenda:
      Promossa in Ettan
 Ammessa agli spareggi
      Retrocesse in Division 3
Note:
Tre punti a vittoria, uno a pareggio, zero a sconfitta.

## Södra Svealand

### Squadre partecipanti
| Club               | Città      | Stadio                   | Stagione precedente                    |
| ------------------ | ---------- | ------------------------ | -------------------------------------- |
| Arameisk-Syrianska | Norsborg   | Brunna IP                | 11º posto in Division 2 Södra Svealand |
| Assyriska          | Södertälje | Södertälje Fotbollsarena | 2º posto in Division 2 Södra Svealand  |
| FoC Farsta         | Stoccolma  | Farsta IP                | 2º posto in Division 3 Södra Svealand  |
| Huddinge IF        | Huddinge   | Källbrinks IP            | 5º posto in Division 2 Södra Svealand  |
| IFK Eskilstuna     | Eskilstuna | Tunavallen               | 10º posto in Division 2 Södra Svealand |
| IFK Haninge        | Haninge    | Torvalla IP              | 14º posto in Ettan Norra               |
| Karlslunds IF      | Örebro     | Karlslund Arena          | 6º posto in Division 2 Norra Götaland  |
| Mjölby AI          | Mjölby     | Vifolkavallen            | 8º posto in Division 2 Norra Götaland  |
| Nacka FC           | Nacka      | Fisksätra IP             | 1º posto in Division 3 Södra Svealand  |
| Nyköpings BIS      | Nyköping   | Rosvalla IP              | 4º posto in Division 2 Södra Svealand  |
| Rågsveds IF        | Stoccolma  | Hagsätra IP              | 4º posto in Division 2 Norra Svealand  |
| Sleipner           | Norrköping | PlatinumCars Arena       | 7º posto in Division 2 Södra Svealand  |
| Smedby AIS         | Norrköping | PreZero Arena            | 6º posto in Division 2 Södra Svealand  |
| Syrianska          | Södertälje | Södertälje Fotbollsarena | 3º posto in Division 2 Södra Svealand  |

### Classifica
|  | Pos. | Squadra            | Pt | G  | V  | N | P  | GF | GS | DR  |
|  | ---- | ------------------ | -- | -- | -- | - | -- | -- | -- | --- |
|  | 1.   | Assyriska          | 58 | 26 | 19 | 1 | 6  | 61 | 31 | +30 |
|  | 2.   | Sleipner           | 54 | 26 | 16 | 6 | 4  | 57 | 35 | +22 |
|  | 3.   | Nyköpings BIS      | 49 | 26 | 14 | 7 | 5  | 62 | 35 | +27 |
|  | 4.   | IFK Haninge        | 43 | 26 | 13 | 4 | 9  | 44 | 42 | +2  |
|  | 5.   | Huddinge IF        | 37 | 26 | 10 | 7 | 9  | 43 | 38 | +5  |
|  | 6.   | Arameisk-Syrianska | 35 | 26 | 10 | 5 | 11 | 31 | 45 | -14 |
|  | 7.   | Syrianska          | 33 | 26 | 10 | 3 | 13 | 35 | 33 | +2  |
|  | 8.   | Nacka FC           | 33 | 26 | 10 | 3 | 13 | 39 | 47 | -8  |
|  | 9.   | Mjölby AI          | 33 | 26 | 10 | 3 | 13 | 32 | 47 | -15 |
|  | 10.  | Smedby AIS         | 32 | 26 | 10 | 2 | 14 | 38 | 38 | +0  |
|  | 11.  | IFK Eskilstuna     | 32 | 26 | 9  | 5 | 12 | 42 | 48 | -6  |
|  | 12.  | FoC Farsta         | 31 | 26 | 9  | 4 | 13 | 46 | 51 | -5  |
|  | 13.  | Rågsveds IF        | 28 | 26 | 7  | 7 | 12 | 38 | 49 | -11 |
|  | 14.  | Karlslunds IF      | 19 | 26 | 6  | 1 | 19 | 25 | 54 | -29 |

Legenda:
      Promossa in Ettan
 Ammessa agli spareggi
      Retrocesse in Division 3
Note:
Tre punti a vittoria, uno a pareggio, zero a sconfitta.

## Norra Götaland

### Squadre partecipanti
| Club             | Città        | Stadio                        | Stagione precedente                        |
| ---------------- | ------------ | ----------------------------- | ------------------------------------------ |
| FBK Karlstad     | Karlstad     | Örsholmens IP                 | 1º posto in Division 3 Västra Svealand     |
| Forward          | Örebro       | Trängens IP                   | 15º posto in Ettan Norra                   |
| Grebbestads IF   | Grebbestad   | Siljevi                       | 12º posto in Division 2 Norra Götaland     |
| Herrestads AIF   | Herrestad    | Undavallen                    | 7º posto in Division 2 Norra Götaland      |
| IFK Skövde       | Skövde       | Södermalms IP                 | 1º posto in Division 3 Nordvästra Götaland |
| IK Gauthiod      | Grästorp     | Lunnevi IP                    | 3º posto in Division 2 Norra Götaland      |
| IK Zenith        | Göteborg     | Hovgårdsvallen                | 1º posto in Division 3 Mellersta Götaland  |
| Lidköpings FK    | Lidköping    | Framnäs IP                    | 2º posto in Division 2 Norra Götaland      |
| Nordvärmlands FF | Ambjörby     | Björnevi, Lillängen, Nyvallen | 10º posto in Division 2 Norra Götaland     |
| Stenungsunds IF  | Stenungsund  | Bästkustställningar Arena     | 9º posto in Division 2 Norra Götaland      |
| Säffle SK        | Säffle       | Sporthälla IP                 | 5º posto in Division 2 Norra Götaland      |
| Torslanda IK     | Torslanda    | Torslandavallen               | 8º posto in Division 2 Västra Götaland     |
| Vänersborgs FK   | Vänersborg   | Vanersvallen Nord             | 11º posto in Division 2 Norra Götaland     |
| Yxhults IK       | Hällabrottet | Moabvallen                    | 4º posto in Division 2 Norra Götaland      |

### Classifica
|  | Pos. | Squadra          | Pt | G  | V  | N  | P  | GF | GS | DR  |
|  | ---- | ---------------- | -- | -- | -- | -- | -- | -- | -- | --- |
|  | 1.   | Torslanda IK     | 59 | 26 | 18 | 5  | 3  | 59 | 19 | +40 |
|  | 2.   | FBK Karlstad     | 59 | 26 | 18 | 5  | 3  | 55 | 30 | +25 |
|  | 3.   | IFK Skövde       | 51 | 26 | 15 | 6  | 5  | 59 | 28 | +31 |
|  | 4.   | Herrestads AIF   | 47 | 26 | 14 | 5  | 7  | 39 | 23 | +16 |
|  | 5.   | Stenungsunds IF  | 42 | 26 | 12 | 6  | 8  | 41 | 34 | +7  |
|  | 6.   | Grebbestads IF   | 36 | 26 | 10 | 6  | 10 | 39 | 49 | -10 |
|  | 7.   | Vänersborgs FK   | 32 | 26 | 9  | 5  | 12 | 34 | 49 | -15 |
|  | 8.   | Forward          | 31 | 26 | 9  | 4  | 13 | 41 | 42 | -1  |
|  | 9.   | Lidköpings FK    | 31 | 26 | 7  | 10 | 9  | 30 | 32 | -2  |
|  | 10.  | Gauthiod         | 30 | 26 | 9  | 3  | 14 | 37 | 43 | -6  |
|  | 11.  | Säffle SK        | 28 | 26 | 8  | 4  | 14 | 26 | 43 | -17 |
|  | 12.  | IK Zenith        | 26 | 26 | 7  | 5  | 14 | 37 | 46 | -9  |
|  | 13.  | Nordvärmlands FF | 20 | 26 | 6  | 2  | 18 | 26 | 58 | -32 |
|  | 14.  | Yxhults IK       | 19 | 26 | 5  | 4  | 17 | 31 | 58 | -27 |

Legenda:
      Promossa in Ettan
 Ammessa agli spareggi
      Retrocesse in Division 3
Note:
Tre punti a vittoria, uno a pareggio, zero a sconfitta.

## Södra Götaland

### Squadre partecipanti
| Club            | Città        | Stadio                      | Stagione precedente                      |
| --------------- | ------------ | --------------------------- | ---------------------------------------- |
| FBK Balkan      | Malmö        | Rosengård Tävlingsarena     | 11º posto in Division 2 Södra Götaland   |
| FC Rosengård    | Malmö        | Rosengårds IP               | 3º posto in Division 2 Södra Götaland    |
| FK Karlskrona   | Karlskrona   | Karlskrona IP               | 10º posto in Division 2 Södra Götaland   |
| Hässleholms IF  | Hässleholm   | Österås IP                  | 9º posto in Division 2 Södra Götaland    |
| IFK Berga       | Kalmar       | Bergavik IP                 | 2º posto in Division 2 Södra Götaland    |
| IFK Hässleholm  | Hässleholm   | Österås IP                  | 4º posto in Division 2 Södra Götaland    |
| IFK Malmö       | Malmö        | Heleneholms IP              | 16º posto in Ettan Södra                 |
| IFK Simrishamn  | Simrishamn   | Korsavads IC                | 2º posto in Division 3 Södra Götaland    |
| IFK Trelleborg  | Trelleborg   | Vångavallen                 | 1º posto in Division 3 Södra Götaland    |
| Kristianstad FC | Kristianstad | Kristianstads Fotbollsarena | 8º posto in Division 2 Södra Götaland    |
| Nosaby IF       | Kristianstad | Nya Vallbjörka              | 6º posto in Division 2 Södra Götaland    |
| Räppe GoIF      | Växjö        | Räppevallen                 | 5º posto in Division 2 Södra Götaland    |
| VMA IK          | Arkelstorp   | Ädlavallen                  | 1º posto in Division 3 Sydöstra Götaland |
| Österlen FF     | Brantevik    | Skillinge IP                | 7º posto in Division 2 Södra Götaland    |

### Classifica
|  | Pos. | Squadra         | Pt | G  | V  | N | P  | GF | GS | DR  |
|  | ---- | --------------- | -- | -- | -- | - | -- | -- | -- | --- |
|  | 1.   | FC Rosengård    | 63 | 26 | 20 | 3 | 3  | 62 | 27 | +35 |
|  | 2.   | Hässleholms IF  | 62 | 26 | 19 | 5 | 2  | 60 | 17 | +43 |
|  | 3.   | IFK Hässleholm  | 47 | 26 | 14 | 5 | 7  | 58 | 43 | +15 |
|  | 4.   | FK Karlskrona   | 46 | 26 | 13 | 7 | 6  | 47 | 32 | +15 |
|  | 5.   | Räppe GoIF      | 45 | 26 | 14 | 3 | 9  | 65 | 38 | +27 |
|  | 6.   | IFK Simrishamn  | 37 | 26 | 10 | 7 | 9  | 49 | 45 | +4  |
|  | 7.   | Kristianstad FC | 34 | 26 | 9  | 7 | 10 | 33 | 31 | +2  |
|  | 8.   | FBK Balkan      | 33 | 26 | 9  | 6 | 11 | 41 | 53 | -12 |
|  | 9.   | IFK Berga       | 31 | 26 | 9  | 4 | 13 | 38 | 47 | -9  |
|  | 10.  | IFK Trelleborg  | 27 | 26 | 6  | 9 | 11 | 44 | 48 | -4  |
|  | 11.  | Nosaby IF       | 26 | 26 | 7  | 5 | 14 | 34 | 52 | -18 |
|  | 12.  | Österlen FF     | 25 | 26 | 7  | 4 | 15 | 37 | 54 | -17 |
|  | 13.  | VMA IK          | 17 | 26 | 5  | 2 | 19 | 26 | 80 | -54 |
|  | 14.  | IFK Malmö       | 16 | 26 | 3  | 7 | 16 | 37 | 64 | -27 |

Legenda:
      Promossa in Ettan
 Ammessa agli spareggi
      Retrocesse in Division 3
Note:
Tre punti a vittoria, uno a pareggio, zero a sconfitta.

## Västra Götaland

### Squadre partecipanti
| Club            | Città       | Stadio               | Stagione precedente                       |
| --------------- | ----------- | -------------------- | ----------------------------------------- |
| BK Astrio       | Halmstad    | Söndrums IP          | 2º posto in Division 2 Västra Götaland    |
| Hittarps IK     | Helsingborg | Laröds IP            | 7º posto in Division 2 Västra Götaland    |
| Husqvarna FF    | Jönköping   | Vapenvallen          | 3º posto in Division 2 Västra Götaland    |
| IK Tord         | Jönköping   | Rosenlunds IP        | 2º posto in Division 3 Mellersta Götaland |
| Laholms FK      | Laholm      | Glänninge Park       | 1º posto in Division 3 Sydvästra Götaland |
| Landvetter IS   | Landvetter  | Landvetter IP        | 10º posto in Division 2 Västra Götaland   |
| Lindome GIF     | Lindome     | Lindevi IP           | 15º posto in Ettan Södra                  |
| Nässjö FF       | Nässjö      | Skogsvallen          | 1º posto in Division 3 Nordöstra Götaland |
| Onsala BK       | Onsala      | Rydets IP            | 5º posto in Division 2 Västra Götaland    |
| Qviding FIF     | Göteborg    | Valhalla IP          | 14º posto in Ettan Södra                  |
| Sävedalens IF   | Sävedalen   | Vallhamra            | 6º posto in Division 2 Västra Götaland    |
| Tölö IF         | Kungsbacka  | Hamravallen          | 11º posto in Division 2 Västra Götaland   |
| Varbergs GIF    | Varberg     | Varberg Energi Arena | 9º posto in Division 2 Västra Götaland    |
| Västra Frölunda | Göteborg    | Ruddalens IP         | 4º posto in Division 2 Västra Götaland    |

### Classifica
|  | Pos. | Squadra         | Pt | G  | V  | N | P  | GF | GS | DR  |
|  | ---- | --------------- | -- | -- | -- | - | -- | -- | -- | --- |
|  | 1.   | Onsala BK       | 50 | 26 | 16 | 2 | 8  | 51 | 29 | +22 |
|  | 2.   | Västra Frölunda | 50 | 26 | 15 | 5 | 6  | 49 | 38 | +11 |
|  | 3.   | BK Astrio       | 49 | 26 | 15 | 4 | 7  | 40 | 24 | +16 |
|  | 4.   | IK Tord         | 42 | 26 | 13 | 3 | 10 | 49 | 39 | +10 |
|  | 5.   | Varbergs GIF    | 41 | 26 | 12 | 5 | 9  | 45 | 42 | +3  |
|  | 6.   | Husqvarna       | 39 | 26 | 11 | 6 | 9  | 47 | 33 | +14 |
|  | 7.   | Laholms FK      | 36 | 26 | 11 | 3 | 12 | 36 | 39 | -3  |
|  | 8.   | Qviding         | 34 | 26 | 10 | 4 | 12 | 56 | 52 | +4  |
|  | 9.   | Lindome GIF     | 33 | 26 | 10 | 3 | 13 | 44 | 46 | -2  |
|  | 10.  | Landvetter IS   | 32 | 26 | 9  | 5 | 12 | 35 | 47 | -12 |
|  | 11.  | Sävedalens IF   | 31 | 26 | 9  | 4 | 13 | 37 | 45 | -8  |
|  | 12.  | Hittarps IK     | 31 | 26 | 8  | 7 | 11 | 43 | 59 | -16 |
|  | 13.  | Tölö IF         | 30 | 26 | 7  | 9 | 10 | 32 | 38 | -6  |
|  | 14.  | Nässjö FF       | 15 | 26 | 3  | 6 | 17 | 25 | 58 | -33 |

Legenda:
      Promossa in Ettan
 Ammessa agli spareggi
      Retrocesse in Division 3
Note:
Tre punti a vittoria, uno a pareggio, zero a sconfitta.

## Spareggi

### Spareggi per la Ettan 2024

#### Girone 1
|  | Pos. | Squadra    | Pt | G | V | N | P | GF | GS | DR |
|  | ---- | ---------- | -- | - | - | - | - | -- | -- | -- |
|  | 1.   | Enskede IK | 6  | 2 | 2 | 0 | 0 | 7  | 3  | 4  |
|  | 2.   | Sleipner   | 3  | 2 | 1 | 0 | 1 | 3  | 3  | 0  |
|  | 3.   | Team TG    | 0  | 2 | 0 | 0 | 2 | 3  | 7  | -4 |

Legenda:
 Ammessa agli spareggi
Note:
Tre punti a vittoria, uno a pareggio, zero a sconfitta.

#### Girone 2
|  | Pos. | Squadra         | Pt | G | V | N | P | GF | GS | DR |
|  | ---- | --------------- | -- | - | - | - | - | -- | -- | -- |
|  | 1.   | FBK Karlstad    | 4  | 2 | 1 | 1 | 0 | 2  | 1  | 1  |
|  | 2.   | Hässleholms IF  | 2  | 2 | 0 | 2 | 0 | 2  | 2  | 0  |
|  | 3.   | Västra Frölunda | 1  | 2 | 0 | 1 | 1 | 3  | 4  | -1 |

Legenda:
 Ammessa agli spareggi
Note:
Tre punti a vittoria, uno a pareggio, zero a sconfitta.

### Spareggi per la Division 2 2024
|                 | Risultati |                 | Luogo e data                 |
| --------------- | --------- | --------------- | ---------------------------- |
| Lilla Torg FF   | 0 - 3     | Österlen FF     | Malmö, 28 ottobre 2023       |
| Österlen FF     | 3 - 2     | Lilla Torg FF   | Skillinge, 2 novembre 2023   |
|                 |           |                 |                              |
| Adolfsbergs IK  | 0 - 1     | FoC Farsta      | Örebro, 28 ottobre 2023      |
| FoC Farsta      | 3 - 0     | Adolfsbergs IK  | Stoccolma, 5 novembre 2023   |
|                 |           |                 |                              |
| Jonsereds IF    | 2 - 2     | IK Zenith       | Jonsered, 28 ottobre 2023    |
| IK Zenith       | 1 - 2     | Jonsereds IF    | Torslanda, 4 novembre 2023   |
|                 |           |                 |                              |
| Bergdalens IK   | 0 - 2     | Hittarps IK     | Borås, 28 ottobre 2023       |
| Hittarps IK     | 0 - 4     | Bergdalens IK   | Helsingborg, 2 novembre 2023 |
|                 |           |                 |                              |
| Umeå FC Akademi | 2 - 0     | Ytterhogdals IK | Umeå, 28 ottobre 2023        |
| Ytterhogdals IK | 4 - 0     | Umeå FC Akademi | Gävle, 4 novembre 2023       |
|                 |           |                 |                              |
| Forsbacka IK    | 0 - 0     | IK Franke       | Gävle, 29 ottobre 2023       |
| IK Franke       | 2 - 1     | Forsbacka IK    | Västerås, 4 novembre 2023    |
|                 |           |                 |                              |